# Alconchel de la Estrella
Alconchel de la Estrella est une municipalité espagnole de la province de Cuenca, dans la région autonome de Castille-La Manche.